# Claus Sluter

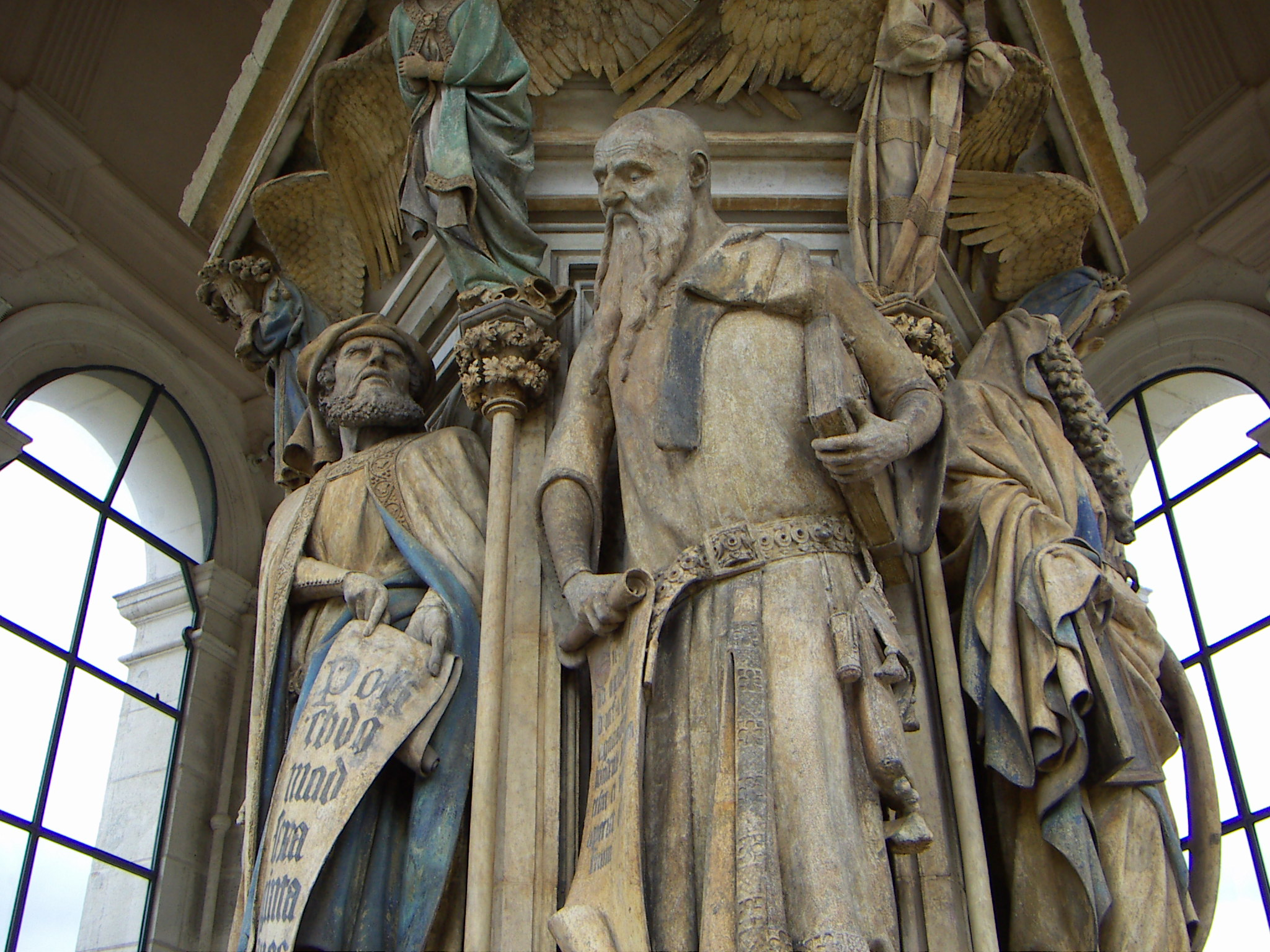
Mosesbrunnen, detalj med Moses (1395-1406). Musée Archéologique, Dijon.

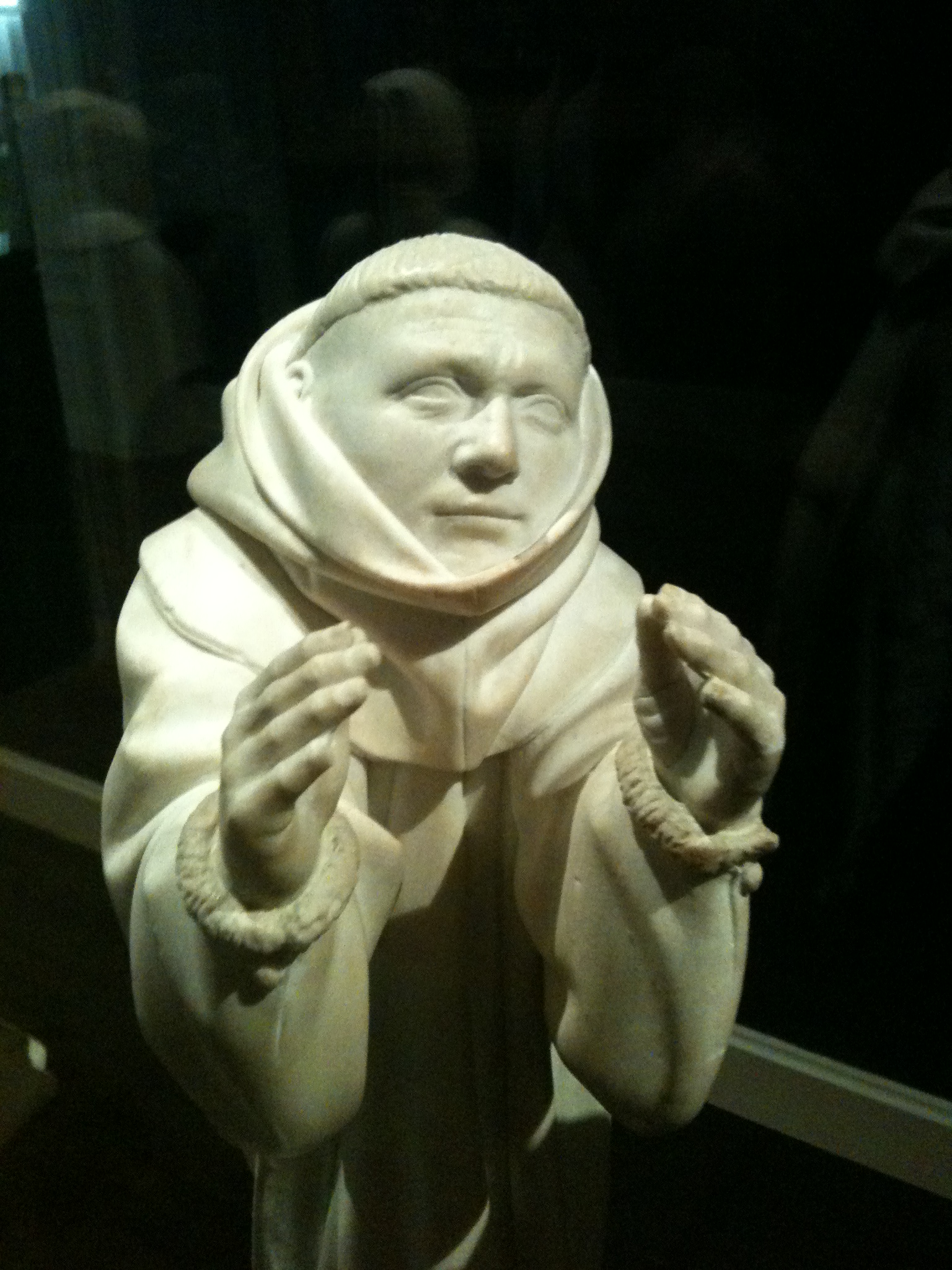
Staty över sörjande kartusiansk munk i alabaster, del av gravmonumentet över hertig Filip den djärve i Dijon.

Claus Sluter, född omkring 1350 i Haarlem, död 1405 eller 1406 i Dijon, var en nederländsk skulptör, verksam vid hertig Filip den djärves hov i Dijon.

## Biografi
Claus Sluter var Jean de Marvilles medhjälpare vid byggandet av portalen till kartusianerklostret i Champmol, som han fullbordade år 1400 med fyra gestalter. Hertigens grav, som påbörjades 1384, stod färdig först 1411, efter Sluters död. Hertigen, skulpterad i svartvit marmor, placerades på en tjock platta på en rektangulär bas omgiven av gestalter i sörjande ställningar.
Denna grav och brunnshuvudet, Mosesbrunnen (1395-1406), varav endast basen finns kvar intakt, med sina sex kraftfulla profetgestalter Moses, David, Jeremia, Sakarja, Daniel och Jesaja, föregriper Michelangelo och utövade ett inflytande långt in på 1500-talet. Mosesbrunnens skulpturala formspråk bryter med höggotikens betoning av idealism. Kalvariegruppen som basen bar upp är nu endast känd genom skulpturfragment. 
Claus Sluter var en betydelsefull föregångare vad gäller den uttrycksfulla draperingen, den realistiskt återgivna rörelsen och skildringen av olika karaktärstyper. Han kan betraktas som grundaren av den burgundiska skolan.